# Tobias Känzig
Tobias Känzig  (* 1993) ist ein Schweizer Unihockeyspieler, der beim Nationalliga-A-Verein SV Wiler-Ersigen unter Vertrag stand.

## Karriere

### SV Wiler-Ersigen
Känzig debütierte 2011 für die erste Mannschaft des Schweizer Rekordmeisters SV Wiler-Ersigen in der Nationalliga A. Mit den Emmentalern konnte er 2015 und 2017 die Schweizer Meisterschaft gewinnen. Während seinen sieben Saisons bei Wiler-Ersigen absolvierte er 122 Partien. Dabei erzielte er 15 Tore und steuerte 28 Assists bei.

### Unihockey Langenthal Aarwangen
2018 wechselte der Verteidiger zum Partnerverein Unihockey Langenthal Aarwangen in die Nationalliga B. Für ULA absolvierte er 47 Partien und erzielte dabei 50 Skorerpunkte.

### SV Wiler-Ersigen
2020 kehrte Känzig als Ergänzungsspieler in der Verteidigung zum SV Wiler-Ersigen zurück. In dieser Saison zog der mit dem SV Wiler-Ersigen in den Superfinal ein, welcher knapp verloren wurde. In der darauffolgenden Saison verletzte sich Känzig am Knie und musste sich einer Operation unterziehen, welche die Saison für ihn frühzeitig beendete. Man zog erneut in den Final ein und verlor auch diesen knapp.  Zurück von seiner Knieverletzung, absolvierte Känzig noch einige Spiele in den Farben von SV Wiler-Ersigen. Wie schon die letzten Jahre zog man erneut in den Superfinal ein, wobei diesmal der SWWE gewann. Damit beendete Känzig seine Karriere mit einer Goldmedaille.